# Karaczijiwci
Karaczijiwci (ukr. Карачіївці) – wieś na Ukrainie, w obwodzie chmielnickim, w rejonie chmielnickim, w hromadzie Wińkowce. W 2001 roku liczyła 644 mieszkańców.
W latach 1966–2020 miejscowość wchodziła w skład rejonu wińkowieckiego.